# كتاب التلوين
كتاب التلوين صفحة التلوين هو نوع من كتاب يحتوي على فن الخط الذي يقصد الناس لإضافة اللون باستخدام الطباشير، الأقلام الملونة، أقلام علامة، الطلاء أو وسائط فنية أخرى. تُطبع كتب التلوين التقليدية وصفحات التلوين على الورق أو البطاقة. تحتوي بعض كتب التلوين على حواف مثقبة حتى يمكن إزالة صفحاتها من الكتب واستخدامها كصفائح فردية. البعض الآخر قد يشمل خط القصة، لذلك من المفترض أن تبقى سليمة. اليوم العديد من كتب التلوين للأطفال ميزة الشخصيات الكرتونية الشعبية. يتم استخدامها غالبًا كمواد ترويجية للصور المتحركة المتحركة. قد كتب التلوين تشمل أيضا أنشطة أخرى مثل الربط بين النقاط، متاهات وغيرها من الألغاز. بعض أيضا دمج استخدام الملصقات.

## التاريخ

### كتاب دهان ليتل فولكس 1879
ظهرت كتب التلوين وكتب التلوين في الولايات المتحدة كجزء من عملية «إرساء الديمقراطية في الفن»، مستوحاة من سلسلة من المحاضرات التي ألقاها الفنان البريطاني جوشوا رينولدز، وأعمال المعلم السويسري يوهان هاينريش بيستلوزي والطلبة فريدريك فروبل. استنتج العديد من المعلمين أن الجميع، بغض النظر عن خلفيتهم، يستفيدون من التعليم الفني كوسيلة لتعزيز فهمهم الملموس، وتطوير قدراتهم المعرفية، وتحسين المهارات التي قد تكون مفيدة في العثور على مهنة، وكذلك التنوير الروحي للأطفال. [1] The McLoughlin Brothersيُنسب الفضل إليه كمخترعين لكتاب التلوين، عندما قاموا، في ثمانينيات القرن التاسع عشر، بإنتاج كتاب دهان الصغار، بالتعاون مع كيت غريناواي. استمروا في نشر كتب التلوين حتى العشرينيات من القرن العشرين، عندما أصبح ماكلولين براذرز جزءًا من شركة ميلتون برادلي.
وكان ريشار ف. أوتكولت رائدا آخر في هذا النوع. وقد قام بتأليف كتاب الرسام «بوستر» في عام 1907، والذي يتميز بطابع باستر براون، الذي ابتكره في عام 1902. تم نشره من قبل شركة ستوكس. أطلق هذا الاتجاه لاستخدام كتب التلوين للإعلان عن مجموعة واسعة من المنتجات، بما في ذلك القهوة والبيانو. [1] حتى الثلاثينيات، تم تصميم الكتب بقصد رسمها بدلاً من تلوينها. حتى عندما كانت الطباشير تستخدم على نطاق واسع في ثلاثينيات القرن العشرين، كانت الكتب لا تزال مصممة بحيث يمكن تلوينها أو تلوينها. [2]

## الاستخدامات
وقد شهدت الكتب التلوين تطبيق واسع في المهن الصحية كأدوات تعليمية. وصفت إحدى الممرضات، التي تحاول الحد من صدمة الجراحة، في منشور أكاديمي كيف أن استخدام كتاب التلوين «قد يساعد الطفل على فهم ما سيحدث له». [10] وهي تستخدم أيضًا في إعادة تأهيل ضحايا الحوادث للمساعدة في استعادة التنسيق بين العين والعين، ويتم استخدامها مع الأطفال التوحديين سواء للترفيه أو للتأثير المهدئ. تم استخدام كتب التلوين لشرح الظروف الطبية المعقدة للأطفال. [11] واحدة من النداءات من كتب التلوين الكبار هي أنها تساعد المستخدمين على الاسترخاء والتخلص من التوتر.

### الاستخدامات السياسية
في عام 1962، صمم رسام الكاريكاتير مورت دراكر مع الفكاهي بول لايكين في إنشاء كتاب جون كينيدي للتلوين، وهو مقدمة ساخرة إلى كينيدي وعائلته وإدارته، من وجهة نظر ابنته كارولين. باع الكتاب 2500,000 نسخة. [13] [14]
في عام 1968 بدأ كتاب تلوين الفهود السودية في الولايات المتحدة. يضم الكتاب رجالا ونساء أسود يقتلون الخنازير وهم يرتدون زي الشرطة. وقيل أنه تم الإدلاء ليس من قبل حزب الفهود السود ولكن من قبل مكتب التحقيقات الفدرالي الصورة COINTELPRO برنامج لتشويه سمعة المنظمة، مطالبة التي تشكك مصادر أخرى. [15] [16]
اعتمد مصطلح ومفهوم «كتاب التلوين» من قبل الفنان النسائي تي كورين كأداة لتمكين المرأة. قامت كورين بعمل رسومات بالقلم الرصاص للأعضاء التناسلية الأنثوية، ثم قامت بطباعة وطباعة على البطاقات. نشرت مجموعة منها في عام 1975 باسم كتاب تلوين المهرج.
لا يبدو أن هناك اسمًا آخر مناسبًا حقًا، على الرغم من أن كلمة «مهبل» لم تكن اسمًا مرتاحًا بشكل خاص. الجناس، على الرغم من ذلك، كان لطيفا. لقد أعجبتني فكرة دمج مصطلح الشارع للأعضاء التناسلية مع كتاب تلوين، لأن كليهما طرق نتعرف عليها، كأطفال. [17]
في آب / أغسطس 2011، أصدرت دار النشر الأمريكية «بيغ ديب كولدينغ بوكس» كتاب «نحن لن ننسى أبدًا: كتاب أطفال الحرية الذي يفصّل رسومات محددة في المحاسبة عن فريق سيال 6 يطلق النار على أسامة بن لادن في منزله». الكتاب انتقد من قبل البعض لتصويره المسلمين بطريقة سلبية. كما قامت الشركة بنشر كتاب تلوين حفلات الشاي للأطفال، وتيد كروز إلى المستقبل (2013) وكتاب عن تنصيب الرئيس باراك أوباما (2008). [18] [19]

### فنون جميلة
أنتجت مصور Jno كوك خط الرسومات على أساس روبرت فرانك الصورة الأمريكيون، وفي عام 1983 نشرها في طبعة محدودة كما أن روبرت فرانك كتاب تلوين. في عام 1994، استخدم المعرض الوطني للفنون هذه الصور كحزب لصالح الكتاب الذين يعملون في الكتالوج لاسترجاع عمل فرانك. [20]
كتب التلوين الكبار	تحرير
تلوين الكبار في مكتبة مقاطعة جنوب شرق ستيوبن
التلوين الكبار في برنامج المكتبة
مثال على كتاب التلوين للبالغين
كتب التلوين هي شكل من أشكال العلاج الكبار التي شهدت نموا في شعبية في 2010s. يقال إنهم يجلبون الناس شعوراً بطفولتهم، [21] ويساعدون في تطوير المهارات الحركية الدقيقة والرؤية، والحد من القلق وخلق التركيز، وتخفيف التوتر والقلق بطريقة مماثلة للتأمل. [22] قد يساعد التركيز على التلوين على استبدال الأفكار والصور السلبية مع الأفكار السارة. [23] يمكن استخدام كتب التلوين في النشاط اليومي. [24] وتعتبر الكتب أيضًا وسيلة للتخلص من التكنولوجيا التي يعتبرها البعض مفيدة لصحة الناس. [25]يمكن استخدامها من قبل أشخاص غير مرتاحين مع أشكال فنية أكثر تعبيرًا إبداعيًا. [22]
بينما كانت كتب التلوين للبالغين شائعة في أوائل الستينات، كانت تلك أعمال ساخرة بدلاً من الأعمال العلاجية التي تحدد شكل كتاب التلوين للكبار اليوم. [26] ونشرت أول كتب التلوين الكبار الناجحة تجاريا في عام 2012 وعام 2013، [22] وبدأت في زيادة شعبية في عام 2015. وفي أبريل من ذلك العام أصبحت اثنين من هذه الكتب التلوين كبار البائعين في الأمازون. [27] بحلول تشرين الثاني (نوفمبر)، أفادت Amazon.ca بأن الكتب كانت تتمنى أن تكون القطعة ذات تسعة من أفضل عشرة كتب تتكون من مثل هذه الكتب. [28] في ذلك الشهر أيضًا، بدأ كرايولا عرض خطه الخاص من كتب التلوين للبالغين. [29]بدأ الناشرون أيضًا بتعبئة بعض كتب التلوين باستخدام أقلام الرصاص والأقراص المدمجة. [30] واصلت المبيعات في الولايات المتحدة نموها في أوائل عام 2016، لكنها بدأت في الانخفاض بحلول نهاية العام، مع محاولة عدد أقل من القادمين الجدد ممارسة التسلية. [31]
يتم تقديم كتب التلوين للبالغين رقميًا، عبر الكتب الإلكترونية، والتطبيقات الرقمية، [32] وصفحات التلوين التي يمكن تلوينها عبر الإنترنت أو تنزيلها. يمكن حفظ منتجات العمل الرقمية للمستخدمين ومشاركتها. [12] [33] نظّر دومينيك بولسوتو أن اتجاه الشراء الرقمي ساعد في انتشار هذا النوع، مشيراً إلى أن الطبيعة المجهولة نسبياً لهذا الفعل سمحت للعملاء بالشعور بالآمان أكثر من خلال قراءة الكتب التي سيشعرون بالحرج من شرائها في الحياة الحقيقية. [27]
بحلول عام 2016، أفادت تقارير أن فابر كاستل، وهي شركة عالمية تعمل بالقلم الرصاص، تواجه مشكلة في مواكبة الطلب على منتجاتها بسبب جنونها، [34] بينما باعت بلو ستار كلرنغ أكثر من مليون كتاب في عام واحد. [35]
نقد	تحرير
انتقدت الكاتبة سوزان جاكوبي كتب التلوين للكبار، إلى جانب الشعبية بين البالغين من الروايات الشبابية البالغة، باعتبارها «قطعة أثر من تحول ثقافي أوسع. وهذا التحول الثقافي هو أمر سيئ». [36] إنها تعتقد أن الركود العظيم قد ساهم هذا التحول، حيث أن البالغين غير القادرين على العثور على عمل انتقلوا للعيش مع والديهم، ويصف دومينيك بولسوتو، المدون والمستقبل في مدينة نيويورك، عشاق كتب التلوين الكبار بأنهم «عالقون في» The Shallows «، وهم يضعون كتباً تلو الأخرى لتخطي بؤس الحياة الوجودية في مجتمع رقمي.» يمضي إلى القول بأن«... عرض الإنترنت الذي لا نهاية له من صور القطط السخيفة والتعليقات الطفولية والميول المراهقة وقد تخلت لنا باستمرار»، ولكن في نهاية المطاف Bulsuto يرى هذا الاتجاه بأنه شيء جيد، مشيرا إلى أن البالغين الذين يشترون بشكل متزايد الكتب التي ترغب في شرائها، بدلا من الكتب التي من المفترض أن شراء. [27]
برنامج تلوين كتاب	تحرير
يمكن أيضًا العثور على كتب التلوين رقميًا في شكل مواقع وتطبيقات كتب التلوين. غالبًا ما يحتوي برنامج كتاب التلوين على ميزات مثل خلط الألوان، وملء الفيضانات، وأدوات فرشاة الطلاء التي تسمح برسوم أكثر دقة وتفصيلاً من كتب التلوين العادية.